# Верховный Совет Тувинской АССР
Верховный Совет Тувинской АССР (тув. Тыва АССР-ниң Дээди Соведи), Верховный Совет Республики Тува (тув. Тыва Республиканың Дээди Соведи) — высший орган государственной власти Тувинской АССР, Тувинской ССР и (Республики Тува с 1961 по 1993 год.
Преемник — Верховный Хурал (парламент) Республики Тыва.

## История
В связи с преобразованием Тувинской автономной области в Тувинскую Автономную Советскую Социалистическую Республику 17 декабря 1961 года состоялись выборы в Верховный Совет Тувинской АССР первого созыва. В 1978 году была принята первая конституция республики.

## Созывы
- 1 созыв (1962—1967)
- 2 созыв (1967—1971)
- 3 созыв (1971—1975)
- 4 созыв (1975—1980)
- 5 созыв (1980—1985)
- 6 созыв (1985—1990)
- 7 созыв (1990—1993)

## Руководители

### Председатели Президиума Верховного Совета
- Бай-Кара Шожульбеевна Долчанмаа (1-4 созывы)
- Михаил Клаевич Мендуме (пятый созыв)
- Чимит-Доржу Баирович Ондар (шестой созыв)

### Председатели Верховного Совета
- Чимит-Доржу Баирович Ондар (седьмой созыв)
- Каадыр-оол Алексеевич Бичелдей (седьмой созыв)